# Une fille en or
Pour plus de détails, voir Fiche technique et Distribution.
Une fille en or (titre original : Golden Girl) est un film américain réalisé par Lloyd Bacon, sorti en 1951. 
Le film fut nommé à l'Oscar de la meilleure chanson originale.

## Fiche technique
- Titre original : Golden Girl
- Titre français : Une fille en or
- Réalisation : Lloyd Bacon
- Scénario : Walter Bullock, Charles O'Neal, Gladys Lehman, Albert Lewis et Edward Thompson
- Photographie : Charles G. Clarke
- Montage : Louis R. Loeffler
- Musique : Cyril J. Mockridge (non crédité), Alfred Newman (non crédité)
- Société de production : 20th Century Fox
- Pays de production :  États-Unis
- Format : Couleurs - 1,37:1 - Mono
- Genre : Film musical
- Durée : 108 minutes
- Date de sortie : 1951

## Distribution
- Mitzi Gaynor : Lotta Crabtree
- Dale Robertson : Tom Richmond
- Dennis Day : Mart Taylor
- James Barton : John Crabtree
- Una Merkel : Mary Ann Crabtree
- Raymond Walburn : Cornelius
- Gene Sheldon : Sam Jordan
- Carmen D'Antonio : Lola Montez
- Rico Alaniz, Alex Montoya (non crédités) : Bandits